# Campionati mondiali di slittino su pista naturale 2021
I campionati mondiali di slittino su pista naturale 2021 furono la 23ª edizione della rassegna iridata dello slittino su pista naturale, manifestazione che dal 2000 è organizzata negli anni non olimpici dalla Federazione Internazionale Slittino. Originariamente in programma dal 5 al 7 febbraio 2021, vennero posticipati di una settimana, pertanto si tennero dal 12 al 14 febbraio 2021 a Umhausen, in Austria, dove si disputarono quattro differenti specialità: singolo donne, singolo uomini, doppio e staffetta a squadre. La località tirolese aveva già ospitato i mondiali della disciplina nel 2011 e gli europei nel 2006 e nel 2014.
Le gare si disputarono in assenza di pubblico a causa dell'emergenza Covid-19, iniziata nel marzo 2020.
A causa dello scandalo doping riguardante il periodo compreso tra il 2012 e il 2015, la Russia non poté partecipare ad eventi mondiali o Olimpici fino a tutto il 2022. Per questo motivo gli atleti di questa nazione parteciparono al mondiale come appartenenti alla federazione russa di slittino.
In tre delle quattro gare in programma, i campioni in carica sono stati in grado di difendere il titolo conquistato due anni prima mentre nel singolo uomini Thomas Kammerlander, padrone di casa, ha vinto il suo primo oro mondiale a livello individuale.

## Calendario
Il campionato del mondo si è svolto sulla lunghezza di tre giornate: la prima dedicata interamente alle prove del singolo e del doppio, la seconda per le gare di singolo donne e doppio, mentre nell'ultima giornata si sono disputate le due manche di singolo uomini e la staffetta a squadre. Al termine di ogni gara, è avvenuta la premiazione con trofeo e medaglie.
| M | Maschile | F | Femminile | EQ | Misto |

| Febbraio 2021       | 12 Ven | 12 Ven | 12 Ven | 13 Sab | 14 Dom |
| ------------------- | ------ | ------ | ------ | ------ | ------ |
| Prove               | F      | M      | EQ     |        |        |
| Singolo             |        |        |        | F      | M      |
| Doppio              |        |        |        | EQ     |        |
| Staffetta a squadre |        |        |        |        | EQ     |

## La pista
La pista da gara si presenta con 12 curve, delle quali 6 a destra ed altrettante a sinistra. La lunghezza totale del tracciato è di 955 metri per un dislivello di 140 metri. Questo fa sì che la pendenza media del tracciato risulti pari al 12,6 %. 
| Pista di Umhausen |         |
| Lunghezza         | 955 m   |
| Quota partenza    | 1 160 m |
| Quota arrivo      | 1 040 m |
| Dislivello        | 120 m   |
| Curve a destra    | 6       |
| Curve a sinistra  | 6       |
| Pendenza media    | 12,6 %  |

## Singolo donne
La gara di singolo donne si disputò il 13 febbraio 2021 sulla lunghezza di due manche. Presero parte alla gara 26 atlete di 10 nazionalità differenti e 25 di queste portarono a termine entrambe le discese.
Evelin Lanthaler si presentava da campionessa iridata in carica e con già due titoli complessivamente all'attivo. Nelle ultime competizioni tra mondiali, europei e Coppa del Mondo aveva ottenuto ben 25 vittorie in 27 gare. 

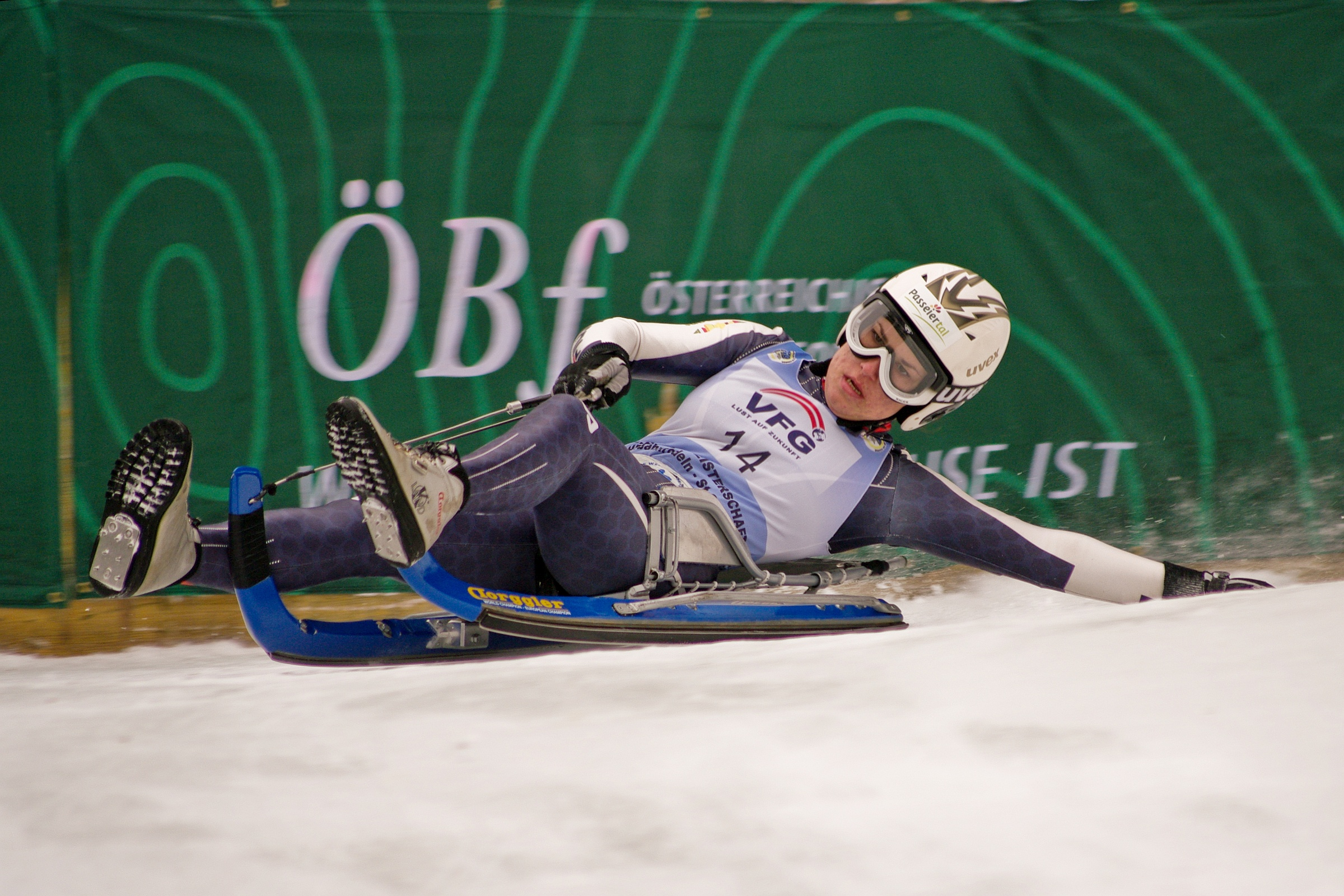
Evelin Lanthaler si è aggiudicata la prova del singolo donne. Ha così vinto per la terza volta il titolo mondiale al femminile.

Le due volte in cui non aveva vinto era stato in gare di Coppa del Mondo dove Greta Pinggera, campionessa del mondo 2017, aveva chiuso al primo posto.
La detentrice del titolo è stata in grado di replicare la vittoria facendo segnare il miglior tempo di manche in entrambe le discese. Con un vantaggio di 1"24 ha chiuso davanti a Ekaterina Lavrent'eva mentre al terzo posto si è classificata Tina Unterberger.
Per Evelin Lanthaler si è trattato del terzo titolo mondiale nel singolo donne e la quinta medaglia iridata nella specialità. 
L'Italia si è aggiudicata questa gara per la quarta volta consecutiva.
| Pos. | Atleta                | Nazione | 1ª manche | 2ª manche | Totale  | Distacco |
| ---- | --------------------- | ------- | --------- | --------- | ------- | -------- |
|      | Evelin Lanthaler      | Italia  | 1'13"82   | 1'14"58   | 2'28"40 |          |
|      | Ekaterina Lavrent'eva | RLF     | 1'14"75   | 1'14"89   | 2'29"64 | +1"24    |
|      | Tina Unterberger      | Austria | 1'15"02   | 1'15"59   | 2'30"61 | +2"21    |

## Singolo uomini
La gara di singolo uomini si disputò il 14 febbraio 2021 sulla lunghezza di due manche. Presero parte alla competizione 26 atleti di 11 nazionalità diverse. Tutti gli atleti conclusero le due manche di gara in programma.
L'Italia si era imposta in tutte e quattro le ultime edizioni: due volte con Patrick Pigneter e successivamente altre due volte con Alex Gruber. 

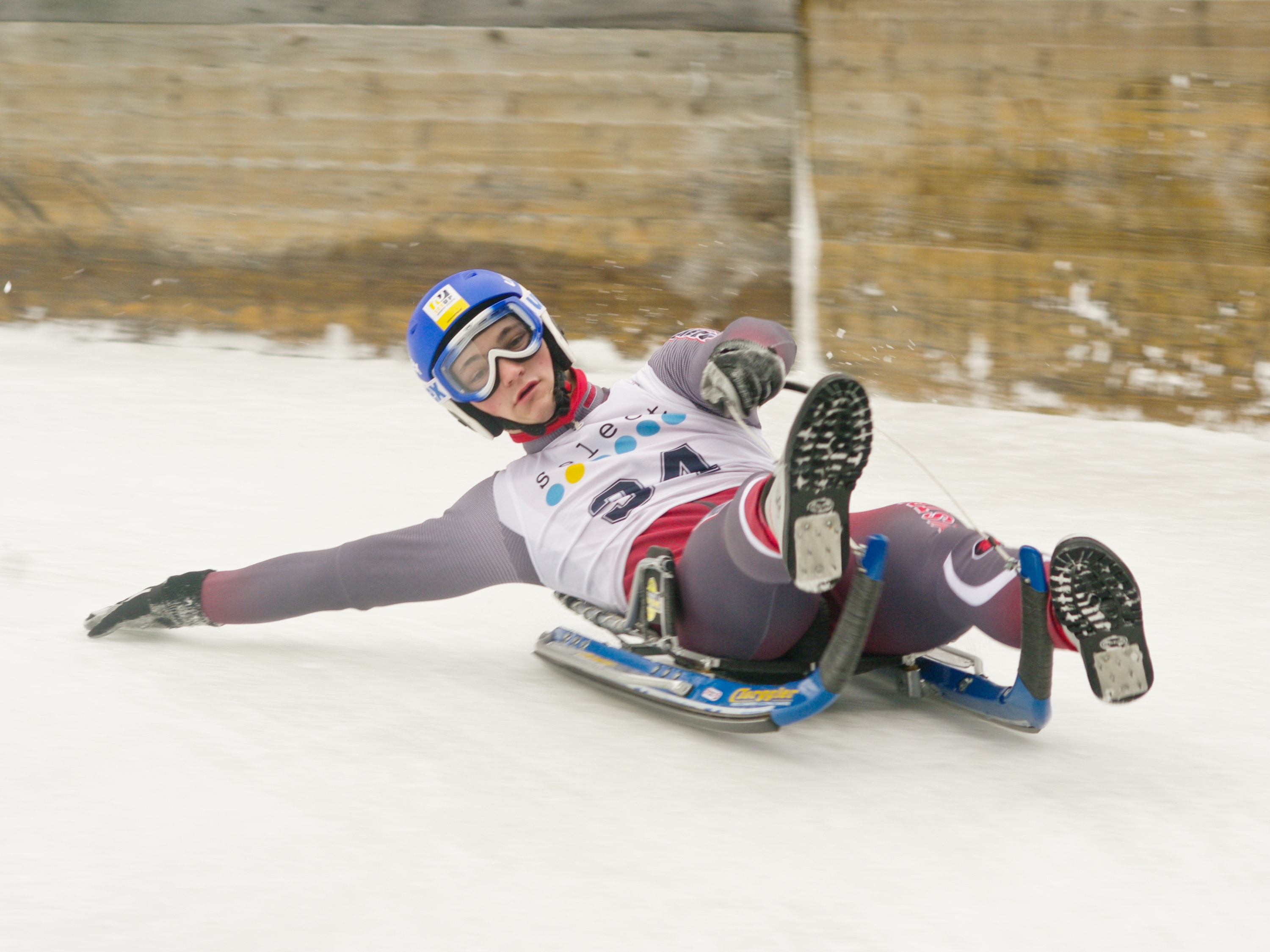
Thomas Kammerlander ha vinto il suo primo titolo iridato in carriera nel singolo uomini.

Thomas Kammerlander, vincitore delle ultime quattro Coppe del Mondo, non si era mai imposto in una rassegna iridata ma aveva dominato le ultime quattro prove di Coppa del Mondo dove l'Austria aveva addirittura vinto tutte le ultime nove gare svoltesi.
Per la prima volta dal 2011 l'Austria ha portato a casa la medaglia d'oro nel singolo uomini grazie ad una prova scevra di errori dell'idolo di casa Thomas Kammerlander al primo oro mondiale individuale. L'austriaco ha fatto segnare il miglior tempo in entrambe le manche ed ha preceduto il bi-campione del mondo in carica Alex Gruber e Patrick Pigneter, alla sua settima medaglia mondiale nel singolo. 
Alex Gruber ha indossato una medaglia in questa specialità per il quinto mondiale consecutivo mentre l'Italia ha raggiunto il podio per la nona volta consecutiva. 
| Pos. | Atleta              | Nazione | 1ª manche | 2ª manche | Totale  | Distacco |
| ---- | ------------------- | ------- | --------- | --------- | ------- | -------- |
|      | Thomas Kammerlander | Austria | 1'12"45   | 1'12"37   | 2'24"82 |          |
|      | Alex Gruber         | Italia  | 1'12"66   | 1'12"80   | 2'25"46 | +0"64    |
|      | Patrick Pigneter    | Italia  | 1'12"86   | 1'12"86   | 2'25"72 | +0"90    |

## Doppio
La gara di doppio si disputò il 13 febbraio 2021 sulla lunghezza di due manche. Presero parte alla gara 13 coppie di atleti di 8 nazionalità diverse. Tutti furono in grado di terminare la gara.
La coppia italiana formata da Patrick Pigneter e Florian Clara saliva sul podio iridato da sei edizioni consecutive e, tra queste, in ben quattro volte aveva raggiunto il gradino più alto. 

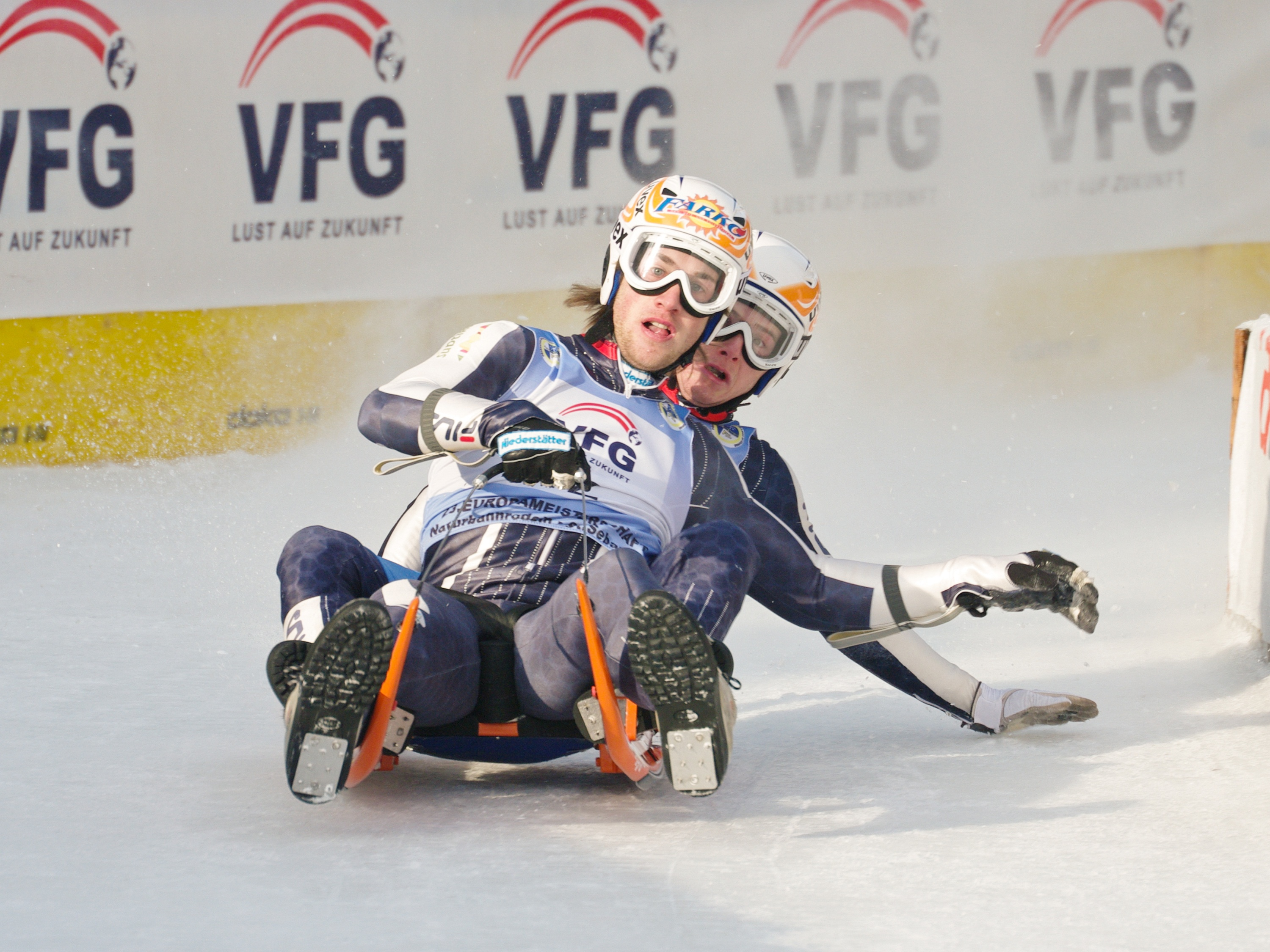
Patrick Pigneter e Florian Clara hanno vinto il loro quinto titolo mondiale nel doppio.

Durante la stagione di Coppa del Mondo si erano aggiudicati quattro gare su sei ed avevano terminato sul podio in ognuna di esse. Avevano inoltre all'attivo 12 Coppe del Mondo di doppio.
Patrick Pigneter e Florian Clara sono stati in grado di riconfermarsi campioni del mondo ed hanno raggiunto la loro settima medaglia mondiale consecutiva. Sul traguardo hanno preceduto i giovani connazionali Patrick Lambacher e Matthias Lambacher mentre al terzo posto si sono piazzati gli austriaci Christoph Regensburger e Dominik Holzknecht, al loro primo podio iridato.
L'Italia si è confermata dominatrice di questa specialità a livello iridato conquistando il 14º titolo in 22 edizioni. Cinque di questi sono stati vinti da Patrick Pigneter e Florian Clara.
| Pos. | Atleti                                    | Nazione | 1ª manche | 2ª manche | Totale  | Distacco |
| ---- | ----------------------------------------- | ------- | --------- | --------- | ------- | -------- |
|      | Patrick Pigneter Florian Clara            | Italia  | 1'17"12   | 1'17"48   | 2'34"60 |          |
|      | Patrick Lambacher Matthias Lambacher      | Italia  | 1'17"94   | 1'17"56   | 2'35"50 | +0"90    |
|      | Christoph Regensburger Dominik Holzknecht | Austria | 1'17"70   | 1'17"90   | 2'35"60 | +1"00    |

## Staffetta a squadre
La staffetta a squadre si disputò il 14 febbraio 2021. La prova si svolse con la formula della staffetta donna/uomo. Parteciparono alla gara 16 atleti di 8 nazionalità diverse.
Delle otto prove a squadre iridate che si erano svolte nelle edizioni precedenti, ben cinque se le era aggiudicate l'Italia, detentrice del titolo 2019. Durante la stagione di Coppa del Mondo 2021, l'Italia era imbattuta con due successi in altrettante prove.
L'Italia è stata in grado di difendere il titolo conquistato due anni prima grazie ad una prova dominante di Evelin Lanthaler che ha rifilato quasi 2" alla sua più immediata inseguitrice. È giunto così il nono podio consecutivo e la sesta vittoria in questo format di gara per l'Italia. Alex Gruber ha messo al collo la sua terza medaglia d'oro nella prova a squadre iridata. 
| Pos. | Nazione | Atleti                                 | Donna   | Uomo    | Totale  | Distacco |
| ---- | ------- | -------------------------------------- | ------- | ------- | ------- | -------- |
|      | Italia  | Evelin Lanthaler Alex Gruber           | 1'15"52 | 1'14"19 | 2'29"71 |          |
|      | Austria | Tina Unterberger Thomas Kammerlander   | 1'17"58 | 1'14"13 | 2'31"71 | +2"00    |
|      | RLF     | Ekaterina Lavrent'eva Aleksandr Egorov | 1'17"20 | 1'15"61 | 2'32"81 | +3"10    |

## Medagliere
L'Italia ha vinto il medagliere portando a casa sei medaglie sulle dieci possibili. Ha vinto tre titoli mondiali su quattro in palio ed ha fatto segnare una doppietta nella specialità del doppio. L'Austria ha vinto il titolo del singolo uomini che le mancava dal 2011. Le restanti medaglie sono state vinte dalla Federazione russa di slittino
.
| Pos.   | Nazione | Oro | Argento | Bronzo | Totale |
| ------ | ------- | --- | ------- | ------ | ------ |
| 1      | Italia  | 3   | 2       | 1      | 6      |
| 2      | Austria | 1   | 1       | 2      | 4      |
| 3      | RLF     | 0   | 1       | 1      | 2      |
| Totale | Totale  | 4   | 4       | 4      | 12     |